# Légna
Légna foi uma comuna francesa na região administrativa de Borgonha-Franco-Condado, no departamento de Jura. Estendia-se por uma área de 10,3 km². Em 2010 a comuna tinha 504 habitantes (densidade: 48,9 hab./km²).
Em 1 de janeiro de 2017, passou a formar parte da nova comuna de Valzin en Petite Montagne.